# 霍罗德尼察

教堂

霍罗德尼察，或译为霍罗德内齐亚，是烏克蘭北部日托米爾州兹维亚赫尔区霍罗德尼察市镇内的市級鎮及其行政中心。處於兹维亚赫尔西北面44公里，始建於1390年，面積7平方公里，2011年人口5,470，人口密度每平方公里781人。